# جبر حجات
جبر عبد الله أحمد حجّات هو إعلامي أردني (مواليد 1940 - 2002).

## حياته ونشأته
في قرية حرثا التابعة لمحافظة إربد في شمال المملكة الأردنية الهاشمية، يحمل درجة البكالوريوس في الإدارة العامة، من الجامعة الأردنية.
ابنته إعلامية أردنية توفيت في 22 أكتوبر سنة 2022.

## مسيرته
بدأ جبر حجات حياته العملية مدرساً في مدرسة حرثا، ثم أنتقل عام 1966 للعمل في مؤسسة الإذاعة والتلفزيون في المملكة الأردنية الهاشمية، واستمر مذيعاً إذاعياً وتلفزيونياً على مدى خمسة وثلاثين عاما.
كان جبر حجات مذيعاً شاملاً، قدّم نشرات الأخبار في الإذاعة الأردنية، وأعدّ وقدّم العديد من البرامج الناجحة أبرزها برنامج البث المباشر.
قدّم نشرات الأخبار في التلفزيون الأردني، وشغل العديد من المواقع الإدارية، منها مدير البرامج في الإذاعة ومدير مديرية التدريب والتطوير في مؤسسة الإذاعة والتلفزيون. كما قدّم العديد من الدورات الخاصة بالإعلام في مختلف الدول العربية، وشارك في مؤتمرات إعلامية عديدة نظّمها اتحاد الإذاعات العربية وغيره من المنظمات.

## وفاته
توفي عام 2002 بسبب مرض السرطان.